# 乔瓦尼·斯基拉奇
乔瓦尼·斯基拉奇（義大利語：Giovanni Schillaci，1967年11月3日—），意大利男子摔跤运动员。他曾代表意大利参加世界摔跤锦标赛，获得一枚银牌和一枚铜牌。他也曾参加1988年、1992年和1996年夏季奥运会。